# Brasão de armas da Sérvia

Grande Brasão da Sérvia

Pequeno Brasão da Sérvia

O Brasão da Sérvia, adotado em 17 de agosto de 2004, é uma réplica do brasão da antiga dinastia Obrenović (adotado pela primeira vez em 1882) e apresenta a águia branca bicéfala da dinastia Nemânica (que, por sua vez, emprestou a águia da dinastia Paleólogo do Império Bizantino). Um manto de arminho do estilo uma vez utilizado por reis aparece ao fundo.
Heráldica: O campo principal representa o Estado Sérvio (Gules, uma águia de duas cabeças com asas e invertido Argent, lingüeta, bico, pata e garras Or, entre duas flores-de-lis no terço da base), enquanto o brasão interno representa o Nação Sérvia (Gules, uma cruz Argent entre quatro fusis de mesma cor).
O arranjo do brasão interno é usado por estados e pela igreja sérvia desde a Idade Média. Consiste de uma cruz e quatro fusis colocado nos quadrantes à volta dela, todos virados horizontalmente para fora. Os fusis originalmente eram usados no brasão do império Bizantino como letras β estilizadas e representava o lema impresial Basileus Basileon Basileuon Basileusin ("Rei dos reis, imperando sobre reis") em grego.
Os fusis se parecem com a letra cirílica moderna C, que representa o som de /s/. Eles geralmente são vistos assim, especialmente quando o desenho é feito à mão. Normalmente, são associados com o lema Samo sloga Srbina spasava ou Само слога Србина спасава ("Apenas a unidade salva os sérvios").
Embora a Sérvia seja agora uma república, o novo brasão também apresenta a coroa da antiga monarquia sérvia. Uma coroa desta maneira geralmente significa uma forma monárquica de governo. Porém, em anos recentes, vários nações do Leste Europeu têm usado uma coroa para representar sua herança real. Rússia e Polónia, da mesma forma, têm brasões restaurados que mostram coroas, apesar de serem repúblicas.

## O brasão socialista
Depois do final da Segunda Guerra Mundial, o novo governo socialista redesenhou o brasão, transformando-o em um exemplo do estilo de armas usados na União das Repúblicas Socialistas Soviéticas e do Leste Europeu pós-guerra.
O trigo representava camponeses e a roda dentada em baixo representava os trabalhadores. A estrela vermelha no topo simbolizava o comunismo, o sol com raios representava um novo amanhecer. O carvalho é tradicionalmente uma árvore sagrada para os sérvios, por isso as folhas de carvalho e as bolotas. Os anos de 1804 e 1941 na fita vermelha comemoram a Primeira Insurreição Sérvia e o começo da luta pela liberdade nacional contra os ocupantes do Eixo na Segunda Guerra Mundial.

Antigo brasão socialista da Sérvia

O brasão mostrava um escudo com o emblema sérvio tradicional, mas como o governo socialista era oficialmente ateu, a cruz, que representava o Cristianismo, foi omitida.
O brasão socialista permaneceu em uso oficial por muito tempo após a dissolução da Iugoslávia socialista e depois que a estrela vermelha foi removida da bandeira. Em 17 de agosto de 2004, o parlamento da Sérvia aprovou uma lei que recomenda o novo brasão. Houve controvérsias, especialmente sobre os símbolos monárquicos no novo brasão, e o parlamento não mudou, de fato, a descrição do brasão na constituição, que exigiria uma maioria maior. O antigo brasão, portanto, permanece em uso oficial junto com o novo. Isso provavelmente mudará no futuro.